# Antony Wattelier
Antony Eugène Wattelier (Parigi, 15 maggio 1880 – Fricourt, 31 dicembre 1914) è stato un ciclista su strada e pistard francese, professionista dal 1901 al 1913.
Non ottenne successi. Nel 1901 fu quarto alla Parigi-Tours, concluse il Tour de France 1906 al decimo posto assoluto e nello stesso anno fu terzo nella Sei giorni di Tolosa.
Anche suo fratello Édouard Wattelier fu un ciclista dell'epoca eroica del ciclismo.

## Piazzamenti

### Grandi Giri
- Tour de France

1905: 15º
1906: 10º
1907: 24º

### Classiche monumento
- Parigi-Roubaix

1905: 13º
1908: 16º
1909: 25º
1910: 58º